# Яценко Антон Володимирович
Анто́н Володи́мирович Яце́нко (нар. 13 липня 1977, Київ) — український проросійський політик, за твердженнями деяких ЗМІ, однак Міністерство закордонних справ України офіційно спростувало твердження щодо його проросійськості, оскільки Антон Яценко двічі перебуває під санкціями рф, починаючи з 2014 року і до сьогодні. Народний депутат VI, VII, VIII і IX скликань. Голосував за диктаторські закони 16 січня 2014 року та 2012 року — за «Закон Ківалова-Колесніченка»[⇨].

## Життєпис
1993—1998 — навчався в Київському економічному інституті менеджменту за спеціальністю — менеджмент зовнішньоекономічної діяльності підприємства, кваліфікацією — менеджер-економіст.
1997—2002 р. — навчався в Київському економічному університеті за спеціальністю правознавство, кваліфікацією — юрист.
Має науковий ступінь доктора економічних наук.

## Кар'єра
1998 — 2001  — помічник-консультант народного депутата України.
2002—2003 — завідувач інформаційно-аналітичного відділу Управління з суспільно-політичних питань Головного управління з питань внутрішньої політики Адміністрації Президента України.
2003 — 2004 рр. — помічник Першого віце-прем'єр-міністра України.
2004 — 2005 рр. — проректор Київського економічного інституту менеджменту.
2007 р. — в.о. старшого наукового співробітника наукового відділу глобальних систем сучасної цивілізації Інституту світової економіки і міжнародних відносин НАН України.
З 2007 року по 2012 р. — народний депутат України VI скликання від Блоку Юлії Тимошенко, голова підкомітету з питань регулювання ринку державних закупівель, державного замовлення, конкурсів та діяльності державних підприємств Комітету Верховної Ради України з питань економічної політики.
З 2011 по 2014 — член Партії регіонів.
10 серпня 2012 року у другому читанні проголосував за Закон України «Про засади державної мовної політики».
На Парламентських виборах в Україні 2012 р. балотувався по одномандатному виборчому округу № 200 (Черкаська область) від Партії регіонів. Пройшов у парламент, набравши 29,9 % голосів. Займав посаду Голови підкомітету з питань цінних паперів, фондового ринку, діяльності державних підприємств, операцій, пов'язаних з реалізацією окремих видів майна, діяльності рейтингових агентств Комітету з питань фінансів і банківської діяльності.
В червні 2013 року в числі 148-ми народних депутатів України підписав Звернення депутатів від Партії регіонів і КПУ до польського Сейму з проханням «визнати Волинську трагедію геноцидом щодо польського населення і засудити злочинні діяння українських націоналістів». Цей крок перший Президент України Леонід Кравчук назвав національною зрадою.
16 січня 2014, під час Євромайдану, голосував за пакет законів, які стали відомі як «Закони про диктатуру».
На позачергових парламентських виборах у жовтні 2014-го був в черговий раз обраний народним депутатом. Однак, на відміну від попередніх виборів, Яценко пройшов до Ради як самовисуванець і в парламенті не приєднався до жодної з фракцій чи депутатських груп. У Раді 8-го скликання зайняв посаду Голови підкомітету з питань законодавства про адміністративні правопорушення Комітету з питань законодавчого забезпечення правоохоронної діяльності.
Народний депутат IX скл., член депутатської групи «За майбутнє». Член Комітету Верховної Ради з питань екологічної політики та природокористування.
18 травня 2021 року перейшов до фракції Батьківщина, 24 березня 2022 покинув фракцію.

## Контраверсії
За даними журналістів «Дзеркала тижня», Антон Яценко через родичів та пов'язаних осіб контролював спілку громадських організацій «Тендерна палата України», яка мала виняткові повноваження з контролю над державними закупівлями.
Помічений в «кнопкодавстві» під час голосування у Верховній Раді.
У червні 2018-го Антон Яценко звинуватив у вбивствах мирних жителів та мародерстві учасника боїв за Донецький аеропорт Олега Герваса. Після цього «кіборг» подав на нардепа позов до Печерського районного суду Києва. 24 січня 2020 року суд виніс ухвалу в якій зобов'язав Яценка спростувати неправдиву інформацію та виплатити на користь позивача 5 тисяч гривень моральної компенсації.